# Karen Holmsen
Karen Antonette Johanne Holmsen, född 6 juni 1832 i Christiania (nuvarande Oslo), död 17 januari 1912 i Kristiania (nuvarande Oslo), var en norsk operasångare (mezzosopran, men sjöng också sopran och alt-partier). Hon räknas som den kanske första utbildade inhemska operasångerskan i Norge och en av dess första internationella stjärnor.
Hon studerade från 1854 i Stockholm, Köpenhamn och Paris, debuterade i Oslo 1863 och framträdde sedan vid många scener i utlandet innan hon 1876 anställdes vid teatern i Oslo, där hon avslutade sin karriär 1880. 
Hon gifte sig 1880 med godsägare Peter Ferdinand Fisher (1827–1890), men blev änka 1890.